# Anarchopacifismus
Anarchopacifismus je směr anarchismu založený na absolutním odmítání jakékoliv formy násilí. Naprosto se zříká násilí i v boji proti státu, zříká se boje se zbraněmi a svoji mírovou cestou zdůrazňuje mravní sílu myšlenky anarchismu. Anarchopacifisté věří v evoluční změnu společnosti.
Anarchopacifismus ideově ovlivnily nejvíce tři osobnosti, Lev Nikolajevič Tolstoj, Henry David Thoreau a Mahátma Gándhí, kteří ve svých dílech rozpracovali principy nenásilí (ve východních náboženstvích ahinsá), pacifismu a odporu vůči moci.

## Historie

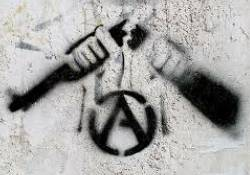
Zlomená zbraň & anarchismus

Henry David Thoreau v raných dobách významně ovlivnil učení anarchoindividualismu ve Spojených státech a Evropě. Jeho esej Občanská neposlušnost (Civil Disobedience) ovlivnila Mahátma Gándhího, Martina Luthera Kinga a Lva Nikolajeviče Tolstého díky obhajobě pasivní rezistence (nenásilného odporu). Nicméně, Thoreau se nikdy nehlásil k pacifismu a neodmítl ozbrojené povstání. Toto se ukázalo například jeho podporou násilného abolicionisty Johna Browna.
Lev Nikolajevič Tolstoj se obracel k náboženským zásadám. Podle Tolstého si křesťanská úcta k životu vyžadovala, aby nikdo a za žádných okolností nepoužíval násilí. „Používání násilí proti násilí je totéž, jako hašení ohně ohněm“, tvrdil Lev N. Tolstoj.
Dalším velkým pacifistou byl filosofický anarchista Móhandás Karamčand Gándhí, který bojoval za indickou nezávislost a proti rasové diskriminaci. Celý život vyzýval k toleranci, solidaritě a k láskyplnému životu, na což i doplatil (byl zabit hinduistickým fanatikem, který nesnesl jeho toleranci vůči muslimům). Státní moc je podle něho „násilí v koncentrované podobě, protože spočívá na donucení a nátlaku.“
Anarchopacifisté budovali komunity, kde žili podle anarchopacifistických zásad. Chtěli šířit své ideje a tím měnit společnost. Přeměnu nevidí v revoluci, ale v evoluci, v postupné změně lidského nitra, protože věří v lidské dobro.
Anarchopacifismem bylo také inspirováno i peace punkové hnutí (kapely Crass, Conflikt, Autonomy, v ČR Voice of Anarchopacifism).

## Kritika
Anarchopacifismus je z pozice většího anarchistického hnutí kritizováno často právě za odmítání násilí, zejména v boji proti nadvládě. Některé násilné činy jsou některými anarchisty vnímány jako sebeobrana – slabšího utlačovaného proti silnějšímu utlačovateli. Jiní v použití násilí vidí narušení „monopolu k použití násilí“, který si podle nich vynucuje stát a bezpečnostní složky.